# Esquay-sur-Seulles
Esquay-sur-Seulles – miejscowość i gmina we Francji, w regionie Normandia, w departamencie Calvados.
Według danych na rok 1990 gminę zamieszkiwały 303 osoby, a gęstość zaludnienia wynosiła 104 osoby/km² (wśród 1815 gmin Dolnej Normandii Esquay-sur-Seulles plasuje się na 593. miejscu pod względem liczby ludności, natomiast pod względem powierzchni na miejscu 1045.).